# 11 април
11 април е 101-вият ден в годината според григорианския календар (102-ри през високосна). Остават 264 дни до края на годината.

## Събития
- 1079 г. – Със заповед на полския крал е екзекутиран епископа на Краков Станислас, който по-късно е канонизиран и става покровител на Полша.
- 1241 г. – Монголците, предвождани от Бату хан и Субетей, разбиват унгарската армия на крал Бела IV в битката за Мохач.
- 1713 г. – Подписан е Утрехтският мирен договор, с което завършва Войната за испанското наследство.
- 1805 г. – В Санкт Петербург, Русия и Великобритания подписват конвенция за създаването на общоевропейска коалиция срещу Наполеон, към която по-късно се присъединява и Австрия.
- 1814 г. – По силата на договора от Фонтенбло Наполеон абдикира и е прогонен на остров Елба. На трона се възкачва Луи XVIII.
- 1822 г. – Хиоското клане в Гърция.
- 1857 г. – Руският цар Александър II одобрява Герба на Русия – Двуглав орел.
- 1866 г. – В Браила е представена пиесата на Добри Войников „Райна княгиня“.
- 1868 г. – Премахване шогуната в Япония.
- 1879 г. – Руският императорски комисар в България княз Александър Дондуков-Корсаков слага начало на организираните пощенски съобщения в страната.
- 1888 г. – В Амстердам официално е открита концертната зала Консертгебау, една от най-добрите в света.
- 1894 г. – Великобритания обявява протекторат над Уганда.
- 1899 г. – Испания прехвърля Пуерто Рико на САЩ.
- 1909 г. – Основан е град, който една година по-късно е наречен Тел Авив.
- 1919 г. – Влиза в сила уставът на Международната организация на труда.
- 1927 г. – Приета е Конституцията на Беларус.
- 1935 г. – Започва конференцията на Антантата в Стреза (Италия).
- 1944 г. – Английската авиация разрушава щаба на Гестапо в Хага.
- 1945 г. – Втора световна война: Армията на САЩ освобождава концентрационния лагер Бухенвалд, разположен край Ваймар.
- 1952 г. – След повреда на два от двигателите, самолетът при полет 526A на „Пан Ам“ е приводнен близо до летище „Сан Хуан-Исла Гранде“, Сан Хуан, Пуерто Рико, но това причинява смъртта на 52 души.
- 1961 г. – В Ерусалим започва процесът срещу бившия офицер от СС Адолф Айхман за престъпления срещу евреите по време на Втората световна война.
- 1961 г. – Боб Дилън дебютира в Ню Йорк.
- 1964 г. – Фриц Фреленг и Дейвид ДеПати създават Пинко Розовата пантера.
- 1969 г. – Публикуван е Закон за паметниците на културата и музеите.
- 1970 г. – Космическият кораб „Аполо 13“ потегля за мисия на Луната; след експлозия на борда и дни на неизвестност астронавтите се приземяват успешно на 17 април
- 1982 г. – Англичаните Ранулф Фиънис и Чарлз Бъртън стават първите хора, извършили околосветска обиколка през полюсите.
- 1991 г. – Съветът за сигурност на ООН обявява прекратяването на военните действия срещу Ирак.
- 2002 г. – При военен преврат, членове на венецуелската армия задържат президента Уго Чавес и настояват за неговата оставка.
- 2006 г. – В Корлеоне е заловен е мафиотският бос Бернардо Провенцано.
- 2007 г. – Взривени са бомби пред дома на премиера и пред полицейско управление в град Алжир, загиват 23-ма, ранените са над 160.
- 2008 г. – Във Вашингтон в новострояща се сграда е открит Музей на журналистиката и новините, наречен Нюзиъм.
- 2018 г. – „Илюшин Ил-76“, собственост и експлоатиран от алжирските военновъздушни сили, се разбива близо до Буфарик, Алжир, при което загиват 257 души.

## Родени
- 146 г. – Септимий Север, римски император († 211 г.)
- 1357 г. – Жуау I, крал на Португалия († 1433 г.)
- 1492 г. – Маргарита Наварска, кралица на Навара и френска писателка († 1549 г.)
- 1755 г. – Джеймс Паркинсън, английски физик († 1824 г.)
- 1803 г. – Козма Прутков, измислен руски писател († 1863 г.)
- 1869 г. – Густав Вигеланд, норвежки скулптор († 1943 г.)
- 1872 г. – Александър Ставре Дренова, албански поет († 1947 г.)
- 1893 г. – Дийн Ачисън, Държавен секретар на САЩ († 1971 г.)
- 1897 г. – Любомир Бобчевски, български актьор († 1963 г.)
- 1898 г. – Никола Захариев, български политик († 1945 г.)
- 1900 г. – Шандор Марай, унгарски писател († 1989 г.)
- 1908 г. – Виктор Абакумов, съветски офицер († 1954 г.)
- 1908 г. – Масару Ибука, японски предприемач († 1997 г.)
- 1920 г. – Марлен Хаусхофер, австрийска писателка († 1970 г.)
- 1922 г. – Александър Райчев, български композитор и теоретик († 2003 г.)
- 1926 г. – Христо Христов, български режисьор († 2007 г.)
- 1930 г. – Антон Шандор Ла Вей, американски основател на Църквата на Сатаната († 1997 г.)
- 1930 г. – Никълъс Брейди, американски финансист и политик
- 1936 г. – Иван Груев, български писател (+2013 г.)
- 1945 г. – Стефан Богомилов, български футболист
- 1948 г. – Марчело Липи, италиански футболен треньор
- 1950 г. – Георги Ифандиев, български писател, журналист и телевизионен водещ († 2024 г.)
- 1953 г. – Ги Верхофстад, министър-председател на Белгия
- 1953 г. – Силва Бъчварова, българска художничка и сценографка
- 1956 г. – Николай Камов, български политик
- 1958 г. – Алексей Ермолински, американски шахматист
- 1958 г. – Георги Славков, български футболист († 2014 г.)
- 1959 г. – Алеандро Балди, италиански певец
- 1961 г. – Винсънт Гало, американски актьор, режисьор, музикант и художник
- 1963 г. – Цветан Симеонов, български архитект
- 1966 г. – Петер Щьогер, австрийски футболист
- 1968 г. – Сергей Лукяненко, руски писател
- 1971 г. – Диана Йоргова, българска спортистка
- 1971 г. – Оливер Ридел, германски музикант (Rammstein)
- 1974 г. – Алекс Кореча, испански тенисист
- 1974 г. – Триша Хелфър, канадска актриса
- 1979 г. – Хейли Коуп, американска плувкиня
- 1980 г. – Стелиос Халкиас, гръцки шахматист
- 1981 г. – Алесандра Амбросио, бразилски модел
- 1981 г. – Миа Даймънд, унгарска порно актриса
- 1986 г. – Стойко Колев, български футболист
- 1997 г. – Марин Рангелов, български актьор

## Починали
- 678 г. – Доний, римски папа (* неизв.)
- 1034 г. – Роман III Аргир, византийски император (* 968 г.)
- 1514 г. – Донато Браманте, италиански архитект (* 1444 г.)
- 1896 г. – Иван Атанасов – Инджето, български революционер (* неизв.)
- 1904 г. – Андрей Казепов, български революционер (* 1878 г.)
- 1917 г. – Скот Джоплин, американски композитор (* 1868 г.)
- 1918 г. – Ото Вагнер, австрийски архитект (* 1841 г.)
- 1934 г. – Джон Колиър, британски художник (* 1850 г.)
- 1938 г. – Джордж Бърд Гринел, американски естествоизпитател (* 1849 г.)
- 1944 г. – Димитър Добрев, български офицер (* 1868 г.)
- 1949 г. – Роза Попова, българска актриса и режисьорка († 1879 г.)
- 1958 г. – Йозеф Фолтман, германски офицер († 1887 г.)
- 1973 г. – Людмил Стоянов, български филолог (* 1886 г.)
- 1977 г. – Жак Превер, френски сценарист (* 1900 г.)
- 1985 г. – Енвер Ходжа, албански диктатор (* 1908 г.)
- 1987 г. – Примо Леви, италиански писател (* 1917 г.)
- 1987 г. – Ърскин Колдуел, американски писател (* 1903 г.)
- 1991 г. – Иван Мартинов, български писател (* 1912 г.)
- 1997 г. – Роже Бернар, френски лингвист (* 1908 г.)
- 1999 г. – Георги Владиков, български партизанин, деец на БКП, депутат, дипломат, посланик (* 1926 г.)
- 2002 г. – Иван Димов, български скулптор (* 1913 г.)
- 2004 г. – Атанас Александров, български футболист (* 1952 г.)
- 2005 г. – Джон Реймънд Броснан, австралийски писател (* 1947 г.)
- 2006 г. – Майда Сепе, словенска певица и бивша манекенка (* 1937 г.)
- 2007 г. – Кърт Вонегът, американски писател (* 1922 г.)
- 2008 г. – Клод Аб, френски футболист (* 1927 г.)
- 2010 г. – Николай Вълчинов, български сценарист (* 1950 г.)
- 2010 г. – Юлия Ценова, българска пианистка (* 1948 г.)
- 2012 г. – Ахмед Бен Бела, алжирски политик (* 1916 г.)

## Празници
- Международен ден на бившите политзатворници и концлагеристи – Обявен по инициатива на Международната федерация на борците от съпротивата, политзатворниците и пострадалите от фашизма. На този ден през 1945 г. затворниците с бунт освобождават концентрационния лагер Бухенвалд.
- Световен ден за борба с болестта на Паркинсон – Обявен през 1997 г. от Световната здравна организация (СЗО). Годишнина от рождението на английския лекар Джеймс Паркинсон (1755 – 1824), който описва първи това заболяване през 1817 г. Отбелязва се от 1998 г.
- Световен ден за борба с шизофренията – Отбелязва се по света от 1949 г., а в България – от 1998 г.
- Професионален празник на стоматолозите – България
- Коста Рика – Ден на героите
- Уганда – Ден на свободата
- Украйна – Ден на освобождението на Керч